# Choroba Leva
Choroba Leva (choroba Lenegre'a, zespół Lenegre'a-Leva, ang. Lev's disease, Lenegre-Lev syndrome) – uwarunkowana genetycznie choroba polegająca na zwłóknieniu i zwapnieniu tkanki układu bodźcotwórczo-przewodzącego serca, objawiająca się jako zagrażające życiu bloki przewodzenia. Część przypadków jest idiopatyczna i spotykana w starszym wieku, co opisywane jest jako starcze zwyrodnienie układu bodźcotwórczo-przewodzącego. W jednej postaci stwierdzono mutacje genu SCN5A kodującego sodowy kanał jonowy. Nowa klasyfikacja American Heart Association z 2006 roku zaliczyła chorobę Leva do kardiomiopatii pierwotnych genetycznych
Choroba została opisana w 1964 roku niezależnie przez dwóch badaczy, Maurice'a Leva (1908-1994) i Jean Lenègre'a (1904-1972).